# 우베를란지아 EC
우베를란지아 이스포르치 클루비(Uberlândia Esporte Clube)는 우베를란지아로 잘 알려진 브라질의 축구단으로 미나스제라이스주의 우베를란지아를 연고로 한다.

## 역대 감독
| 감독                         | 임기 |
| ---------------------------- | ---- |
| 이바이르 아파레시두 파울리누 | 2010 |